# Эсперантия

Страны, где существуют локальные эсперанто-ассоциации

Эспера́нтия, или Эсперанти́да (эсперанто: Esperantujo, Esperantio или Esperanto-lando — буквально «страна эсперанто»), — термин, использующийся говорящими на международном вспомогательном языке эсперанто для обозначения совокупности сообщества эсперантистов, их культуры и мест и учреждений, в которых используется язык.

## История

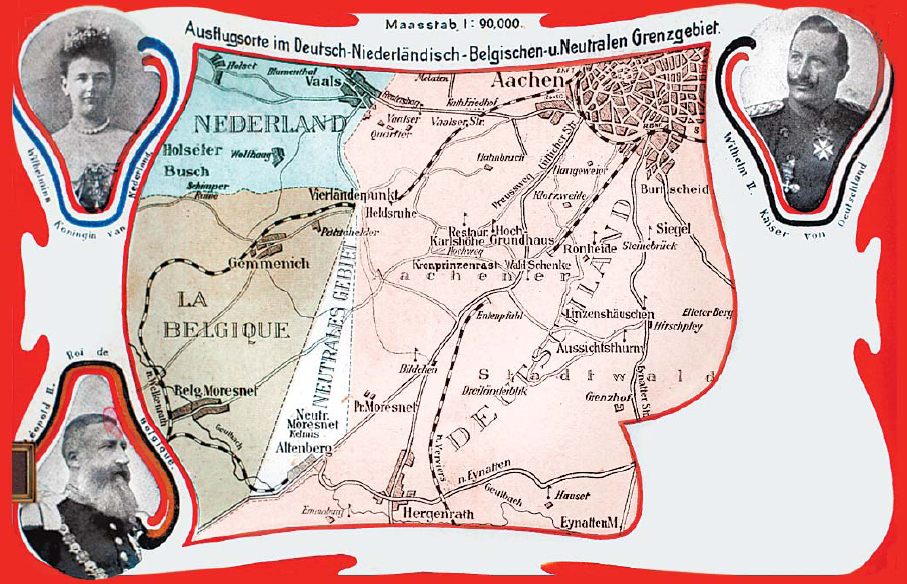
Мореснет

Хотя несколько государственных образований в разное время заявляли о желании пользоваться эсперанто в качестве государственного языка (Мореснет и Республика острова Розы), ни одну из этих территорий не называли Эсперантией.
Слово Esperantio использует в своих документах международная организация Esperanta Civito, заявляющая себя «субъектом международного права» и имеющая некоторые атрибуты государственности (конституция, партии, парламент). Пик деятельности Esperanta Civito пришёлся на 2001-2003 годы. В 2007 году группа писателей и поэтов объявила о создании Республики Эсперанто, шутливой пародии на Esperanta Civito.

## Экономика

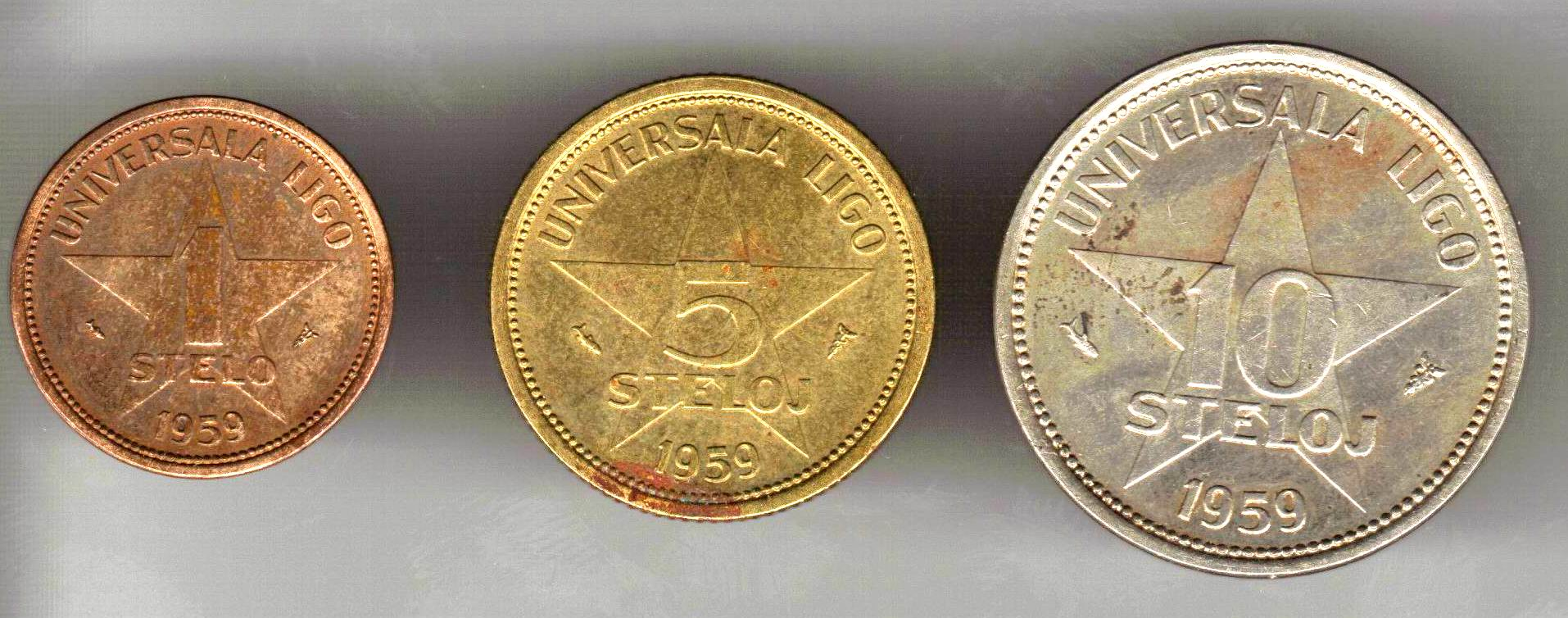
Монеты номиналом 1, 5, 10 стело

## Наука

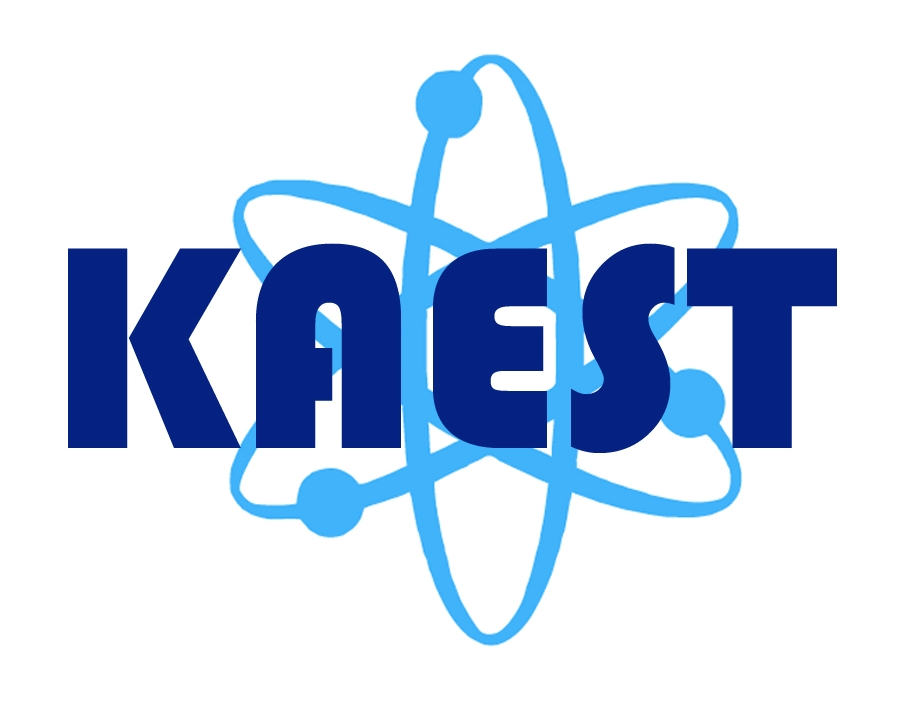
Эмблема KAEST

### Музыка

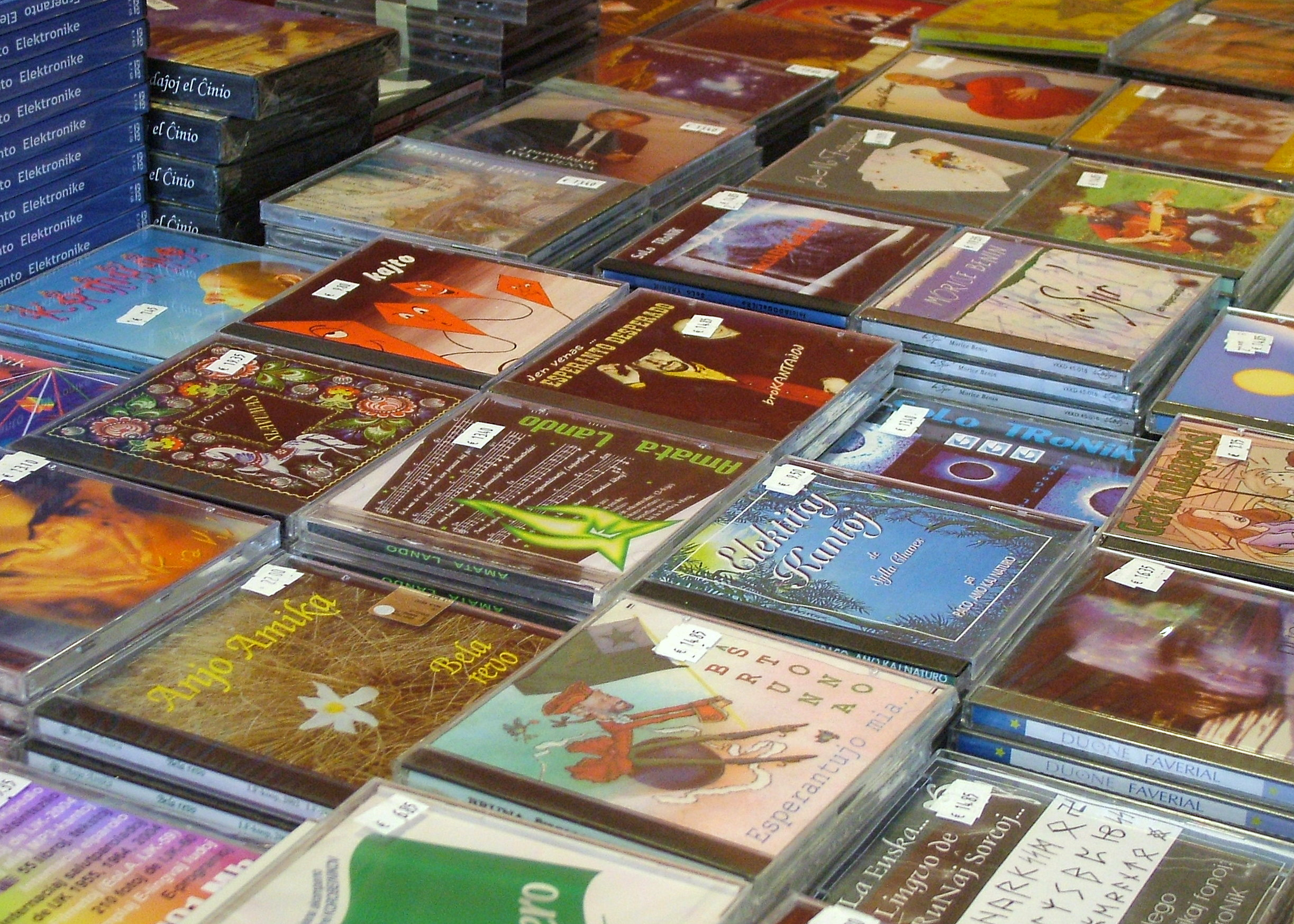
Музыкальные компакт-диски на эсперанто

## Эсперанто-встречи

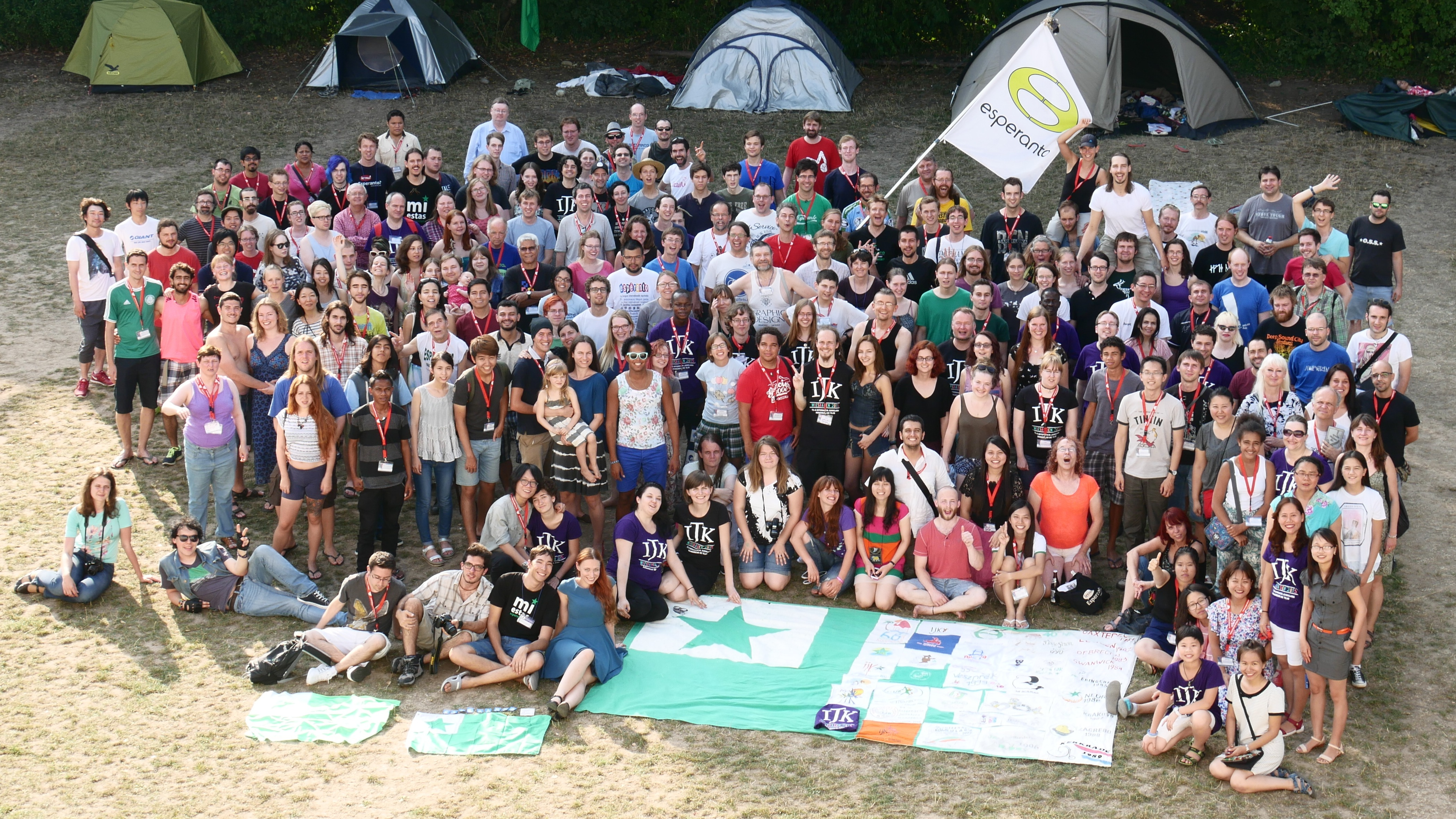
Международный молодёжный конгресс эсперанто

## Географическое положение

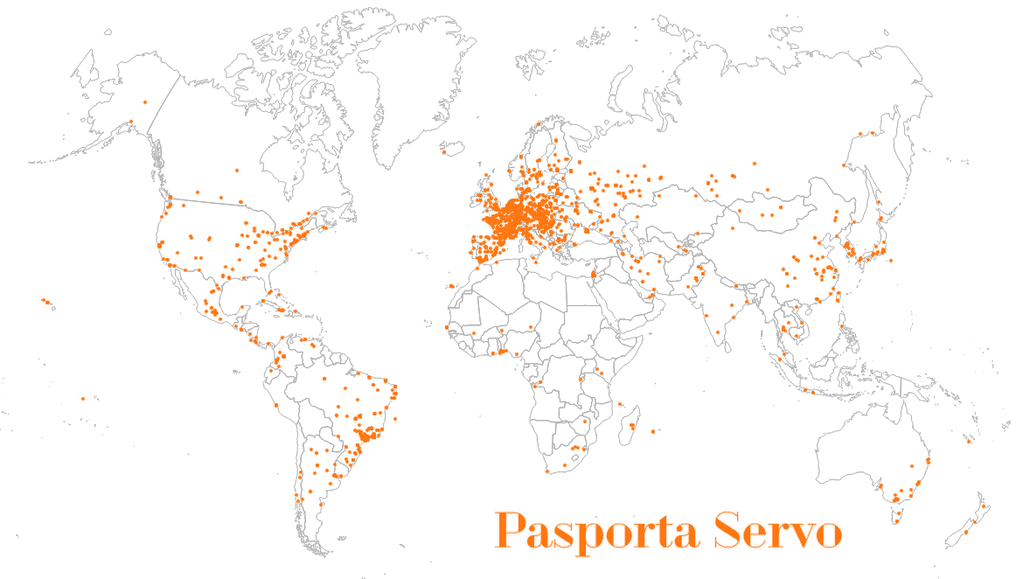
Нанесённые на карту адреса Pasporta Servo в 2015 году

- Esperantujo.directory